# Kanton Neuvy-Saint-Sépulchre
Neuvy-Saint-Sépulchre is een kanton van het Franse departement Indre. Het kanton maakt deel uit van de arrondissementen La Châtre (24) en Châteauroux (1).

## Gemeenten
Het kanton Neuvy-Saint-Sépulchre omvatte tot 2014 de volgende 12 gemeenten:
- Cluis
- Fougerolles
- Gournay
- Lys-Saint-Georges
- Maillet
- Malicornay
- Mers-sur-Indre
- Montipouret
- Mouhers
- Neuvy-Saint-Sépulchre (hoofdplaats)
- Sarzay
- Tranzault

Bij de herindeling van de kantons door het decreet van 18 februari 2014 met uitwerking op 22 maart 2015, werden de volgende gemeenten eraan toegevoegd:
- Aigurande
- La Buxerette
- Buxières-d'Aillac
- Chassignolles
- Crevant
- Crozon-sur-Vauvre
- Lourdoueix-Saint-Michel
- Le Magny
- Montchevrier
- Montgivray
- Orsennes
- Saint-Denis-de-Jouhet
- Saint-Plantaire